# 경완군
경완군 이석린(慶完君 李石麟, 1640년 ~ 1649년 2월 4일(1648년 음력 12월 23일))은 조선의 왕족 종실이다. 인조 임금의 적장남(嫡長男)이었던 소현세자의 둘째 아들이다.
아버지 소현세자가 죽고 어머니 민회빈 강씨가 조부 인조의 수라에 독을 탔다는 누명을 쓰고 사사된 뒤 연좌되어 제주도로 형 이석철, 동생 이석견 등과 함께 제주도로 유배되었다가, 유배지인 제주도에서 사망하였다. 1872년(고종 9년)에 가서야 군의 작위가 추서되었다.

## 생애

### 이력
1640년 청나라 둥베이 지방 헤이룽장 성 선양에서 당시 청나라의 볼모로 억류되어 있던 소현세자(인조의 장자)의 차남(次男)으로 출생하였으며 그의 생부는 소현세자 이왕이고 1644년에는 생부모와 아울러 본국 조선에 귀국 이후 생부 소현세자가 이듬해 1645년에 향년 34세로 의문사하는 것을 목도하였으며 그는 1년 후 1646년 조선 전라도 제주군에 유배되어 1648년 음력 12월 23일에 조선 전라도 제주 배소에서 사망하였다. 그가 죽자 1648년 12월 24일 인조는 그와 그의 형 석철이 연이어 죽었다며 돌보던 나인들을 의금부로 압송해 추국하였다. 그의 사망 시점을 놓고도 기록이 불분명하여, 일설에는 음력 11월 16일에 사망설, 다른 설에는 음력 12월 23일 사망설, 음력 11월 26일 사망설 등이 있다.

### 사후
사후 경기도 고양군 원당면 원당리 37-1(현, 고양시 덕양구 원당동 서삼릉길 233-126) 산 서삼릉역내 소현세자묘 근처에 안장되었다. 그의 묘소는 형 경선군 묘소 왼쪽 옆에 안장되었다. 성인이 되기 전에 사망하여 1656년 복권되었지만 1659년 효종은 그의 형 석철에게 경선군을 추증하고, 동생 석견에게는 경안군을 봉작했지만 그에게는 작위가 내려지지 않았다.
1671년 2월에 사촌 아우 현종의 배려로 인하여 숙부 인평대군 이요의 양자(養子)로 출계 처분되었다.
1872년(고종 9년) 12월 4일 증 경완군 겸 영종정경에 추증되었다.
사후 양자였던 양원군 이환의 후계종사로는 고종 때 성종의 13째 서자 영산군 이전(寧山君 李恮)의 11대손 이석중(李木+奭重)을 봉사손으로 지정했다가 다시 성종의 13째 서자 영산군 이전의 다른 후손으로, 이전의 7대손 이의저가 경완군 이석린의 사후 양손자로 지정되고, 1872년(고종 9년) 12월 4일을 기하여 임영군에 추증되었다. 이때는 경완군도 이의저도 모두 이미 사망한 상태였고, 이의저의 아들들, 손자들도 이미 사망한 상태였다.

## 가족 관계
- 양장자 : 양원군 이환(陽原君 李煥, 1658년 4월 ~ 1724년 3월)
- 양차자 : 증 임영군 이의저(贈 臨寧君 李義著, 1705년 2월 12일 ~ 1779년 9월 9일)
  - 양차자부 : 청주 한씨(1708년 5월 5일 ~ 1785년 2월 6일), 한명보(韓命輔)의 딸
    - 양손자 : 증 밀인군 이효검(贈 密仁君 李孝儉, 1726년 4월 25일 ~ 1811년 5월 26일, 군작위는 고종 때 추증되었다.)
    - 양손자 : 증 밀신군 이형검(密信君 李亨儉, 1731년 ~ 1812년 11월 5일)
    - 양손자 : 증 밀직군 이행검(密直君 李行儉, 1740년 윤 6월 23일 ~ 1790년 10월 11일)

## 경완군 이석린이 등장한 작품

### 텔레비전 드라마
- 2013년 JTBC 드라마 《궁중잔혹사 꽃들의 전쟁》(배우:장민교)

## 같이 보기
- 소현세자
- 민회빈 강씨
- 운현궁
- 경안군
- 경선군
- 은신군